# Avia 51
Die Avia 51 war ein tschechoslowakisches Passagierflugzeug, das in der ersten Hälfte der 1930er Jahre entstand. Nach der nicht verwirklichten Avia 50 von 1931, einem Flugzeug ähnlicher Auslegung, war sie der erste vollendete Entwurf des Konstrukteurs Robert Nebesář während seiner Tätigkeit bei Avia.

## Entwicklung
Die Avia 51 wurde von Nebesář als dreimotoriger Schulterdecker mit Duraluminiumrumpf und stoffbespannten Tragflächen für die Československá letecka společnost (ČLS), der Partnerfluggesellschaft der ČSA, entworfen. Drei Exemplare wurden 1933 gebaut und auf der gemeinsam mit der deutschen Luft Hansa und der österreichischen ÖLAG betriebenen Fluglinie Berlin–Prag–Wien eingesetzt. Eines wurde 1934 auf dem 14. Pariser Aérosalon ausgestellt. Aufgrund der geringen Kapazität von nur sechs Passagieren erwies sich der Betrieb des Musters jedoch als unrentabel, so dass sämtliche Avia 51 im Jahr 1937 ausgemustert wurden. Im Anschluss wurden die bis dahin genutzten Siebenzylinder-Sternmotoren Avia Rk-12 mit 280 PS durch leistungsschwächere Walter-Regulus-Triebwerke mit fünf Zylindern und 230 PS ersetzt und verkauft. Als offizieller Abnehmer trat die estnische Regierung auf, der eigentliche Käufer war jedoch, das sich im Bürgerkrieg befindliche Spanien, wo die Flugzeuge auf Seiten der Republikaner zum Einsatz kommen sollten. Den Bestimmungshafen Bilbao erreichte allerdings nur eine einzige Avia 51, die beiden anderen gingen bei der Versenkung des Frachters, auf dem sie transportiert wurden, verloren.

## Aufbau
Die Avia 51 war ein freitragender Schulterdecker in Ganzmetallbauweise. Der Rumpf mit ovalem Querschnitt war in Duraluminium-Schalenbauweise mit Spanten, Längsträgern und Glattblechverkleidung ausgeführt. In ihm war die Fluggastkabine mit den Maßen 3 × 1,50 × 1,55 m untergebracht. Unter der Führerkabine befand sich ein Stauraum für Gepäck und Post. Die einteilige Tragfläche bestand aus einem stoffbespannten Duraluminium-Metallgerippe mit zwei vernieteten Kastenholmen und Fachwerkrippen sowie Frise-Querrudern. In seinem Inneren waren zwei Flächentanks mit zusammen 530 Litern Inhalt untergebracht. Die Flügelvorderkante war mit Blech beplankt, der Rest mit Stoff bespannt. Das Flugzeug besaß ein freitragendes Leitwerk aus stoffbespanntem Duraluminium mit verstellbarer Höhenflosse und ein starres Dreipunktfahrgestell mit geteilten Achsen, dessen Haupträder aerodynamisch verkleidet und mit zum vorderen Flächenholm führenden Ölstoßdämpfern versehen waren.

## Technische Daten

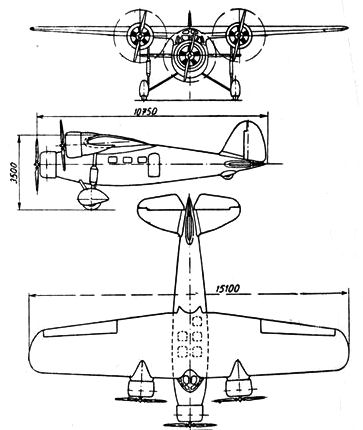
Dreiseitenansicht

| Kenngröße                  | Daten                                                     |
| -------------------------- | --------------------------------------------------------- |
| Besatzung                  | 2                                                         |
| Passagiere                 | 6                                                         |
| Spannweite                 | 15,10 m                                                   |
| Länge                      | 10,75 m                                                   |
| Höhe                       | 3, 50 m                                                   |
| Flügelfläche               | 38,0 m²                                                   |
| Flügelstreckung            | 6,0                                                       |
| Flächenbelastung           | 99,8 kg/m²                                                |
| Leistungsbelastung         | 6,3 kg/PS                                                 |
| Flächenleistung            | 15,8 PS/m²                                                |
| Leermasse                  | 2520 kg                                                   |
| Startmasse                 | 3790 kg                                                   |
| Antrieb                    | drei luftgekühlte Siebenzylinder-Sternmotoren Avia Rk-12  |
| Startleistung Nennleistung | 280 PS (206 kW) bei 2220/min 200 PS (147 kW) bei 2040/min |
| Kraftstoffvorrat           | 530 l                                                     |
| Höchstgeschwindigkeit      | 273 km/h                                                  |
| Reisegeschwindigkeit       | 225 km/h                                                  |
| Steigleistung              | 4 m/s                                                     |
| Gipfelhöhe                 | 5000 m                                                    |
| Reichweite                 | 780 km                                                    |